# KTBN-TV
KTBN-TV é uma emissora de televisão estadunidense licenciada para Santa Ana, Califórnia, porém sediada em Tustin, servindo o mercado de televisão de Los Angeles. Opera no canal 40 (33 UHF digital), e é uma emissora própria da Trinity Broadcasting Network, também sediada em Los Angeles. Pertence à Trinity Christian Center of Santa Ana, subsidiária da Trinity Broadcasting. Os estúdios da KTBN-TV estão localizados na 2442 Michelle Dr, em Tustin, e seu transmissor está localizado no topo do Monte Wilson.

## História
A emissora foi fundada em 5 de janeiro de 1967 com o prefixo KLXA-TV, licenciada para Fontana, com escritórios e estúdios na 816 North Highland Avenue, em Hollywood. Originalmente, a emissora pertencia a International Panorama TV, empresa do então apresentador do programa Panorama Latino na KCOP-TV (canal 13), Angel Lerma. Foi a primeira emissora de televisão bilíngue do sul da Califórnia. Em seus primeiros meses, a KLXA-TV operava quase todos os dias a partir das 16h00 às 23h00, com programação em inglês composta de filmes antigos e reprises de séries sindicadas e de rede da década de 1950, como The Whirlybirds, The Phil Silvers Show e Circus Boy, terminando com o telejornal KLXA-TV News, apresentado por Lyn Sherwood, das 20h às 20h15. A programação em espanhol começava com o telejornal Noticias, apresentado por Miguel Alonso das 20h15 às 20h30, e atrações como telenovelas, programas de variedades e eventos esportivos (na maioria das vezes, touradas).
O fundador da TBN, Paul Crouch, começou a alugar tempo de programação em 1973 na KBSA (canal 46, hoje KFTR-DT), então licenciada para Guasti. Ele queria comprar a emissora, mas outra organização venceu sua oferta. Depois que a emissora foi vendida, Crouch começou a alugar duas horas de programação por dia na KLXA-TV, no início de 1974. A KBSA exibia uma programação de entretenimento em espanhol várias horas por dia, e a TBN comprava duas horas de programação à noite. A KLXA-TV foi colocada à venda pouco depois, e Paul Crouch fez uma oferta para comprá-la por U$ 1 milhão, levantando US$ 100.000 para um pagamento inicial. Por fim, a família Crouch conseguiu aumentar o pagamento da entrada, e assumir o controle da emissora em agosto.
Inicialmente, a KLXA-TV transmitia programas cristãos produzidos localmente cerca de seis horas por dia. Paul, Jan Crouch e Jim Bakker apresentavam o programa religioso diário Praise The Lord. Outros programas eram infantis com temática cristã, serviços religiosos da igreja, estudos bíblicos e programas de relações públicas. No mesmo ano, Jim e Tammy Faye Bakker deixaram a TBN para lançar seu próprio programa em Charlotte, Carolina do Norte, no início de 1975, que manteve as iniciais PTL e era intitulado The PTL Club. A TBN continuou a expandir sua programação religiosa para doze horas por dia em 1975, e começou a alugar tempo para outras organizações cristãs para complementar sua programação local.
A Trinity Broadcasting continuou a usar o prefixo KLXA-TV até novembro de 1977, quando a emissora tornou-se oficialmente KTBN-TV.
Em 1978, a emissora passou a operar 24 horas por dia. No mesmo ano, em abril, a emissora teve sua licença transferida para a cidade de Santa Ana.

## Sinal digital
| PSIP | Canal digital | Resolução de tela | Programação                            |
| ---- | ------------- | ----------------- | -------------------------------------- |
| 40.1 | 33 UHF        | 16:9              | Programação principal da KTBN-TV / TBN |
| 40.2 | 33 UHF        | 16:9              | Hillsong Channel                       |
| 40.3 | 33 UHF        | 4:3               | Smile                                  |
| 40.4 | 33 UHF        | 4:3               | Enlace                                 |
| 40.5 | 33 UHF        | 16:9              | Positiv                                |

A KTBN-TV ativou seu sinal digital por meio do canal 23 UHF em 2004. A emissora conseguiu autorização para alterar seu canal digital para o 33 UHF em 5 de fevereiro de 2009.

### Transição para o sinal digital
A KTBN-TV, bem como todas as demais emissoras próprias da TBN, encerrou voluntariamente suas operações em sinal analógico em 16 de abril de 2009, antes do prazo determinado pela FCC, que era 12 de junho do mesmo ano.

## Programas
Atualmente, a KTBN-TV retransmite integralmente a programação nacional da TBN. Diversos programas compuseram a grade da emissora, e foram descontinuados:
- KLXA-TV News
- Noticias
- Panorama Latino